# Long Moss
Der Long Moss ist ein See im Lake District, Cumbria, England.
Der See liegt südlich des Ortes Torver und westlich von Coniston Water. Der See hat keinen erkennbaren Zufluss. Der Moor Gill bildet seinen Abfluss im Nordosten des Sees.